# José Tomás Piera
José Tomás Piera (Barcelone, 6 août 1900 - Guadalajara, 9 janvier 1976) est avocat et homme politique espagnol.

## Biographie
Après des études de droit à l'Université de Barcelone, il participe, pendant la dictature du général Primo de Rivera, à la fondation de l'Action républicaine de Catalogne. Il participe également à la fondation de la Partit Catalanista Republicà, mais rejoint finalement Esquerra Republicana de Catalunya, parti avec lequel il se présente pour les élections de 1933, obtenant un siège dans le district de Barcelone dont il est réélu lors des élections de 1936.
Entre le 4 septembre et le 4 novembre 1936, il est ministre du Travail, de la Santé et du Bien-être social, dans le gouvernement Caballero I.